# GD 61
GD 61是一顆位於英仙座的有行星系統存在的白矮星，距離地球150光年。

## 特性
GD 61的前身星被認為是光譜類型 A0V 的主序星，質量約太陽的3倍，演化為紅巨星後殘留太陽70%的質量成為現在的白矮星，表面溫度17280 K。GD 61的年齡包含主序星階段約6億年，視星等14.8。GD 61早在1965年就被羅威爾天文台的天文學家進行的白矮星巡天中首次被認為是潛在的簡併星。

## 行星系統
2013年天文學家在GD 61旁發現星周盤，該星周盤的形成被認為是富含水的小行星太過靠近GD 61而被潮汐力粉碎，這是首次在太陽系外發現固態或液態水存在。被摧毀的小行星可能原始質量的26%是水，相當接近穀神星的含水量。這項發現被認為是類似地球的岩石表面行星在過去可能存在的證據，並且小行星也是過去的產物，現在該小行星可能是假設過去存在的行星碎裂後的岩屑盤的一部分。該假設行星可能同時擁有岩石表面和液態水存在，而這是生命存在的兩個要素。天文學家使用哈伯太空望遠鏡搭載的宇宙起源頻譜儀測定了星周盤的組成。觀測中發現了鎂、矽、鐵和氧，而這些都是類地行星的重要組成元素，雖然氧的含量比原始估計的高。缺乏碳的唯一可能性原因跟氧超量有關，也就是水的存在。